# Tangara portorická
Tangara portorická (Nesospingus speculiferus) je druh pěvce, jediný zástupce rodu Nesospingus.

## Systematika
Tangaru portorickou roku 1875 vědecky popsal americký amatérský ornitolog George Newbold Lawrence, a sice jakožto možného zástupce rodu Chlorospingus. Popisnou autoritu současného monotypického rodu Nesospingus představuje anglický ornitolog Philip Lutley Sclater (1885).
Ačkoli ve starší literatuře tento rod tvoří součást početné čeledi tangarovitých (Thraupidae), v současném systému vystupuje jakožto samostatná linie odvětvující se uvnitř širšího kladu sdružujícího zpěvné s devíti ručními letkami („nine-primaried oscine group“). Rod Nesospingus je klasifikován buďto společně s rodem Spindalis v rámci širší čeledi Phaenicophilidae, anebo všechny tři linie vystupují na úrovni samostatných čeledí. Popisnou autoritu samostatné čeledi Nesospingidae v takovém případě představuje Barker & kol., 2013. IOC World Bird List k červnu 2024 zastával systém operující se třemi samostatnými čeleděmi.
Tangara portorická nezahrnuje žádné klasifikované poddruhy.

## Popis
Tangara portorická dosahuje velikosti 18–20 cm a hmotnosti 28,7–40 g, jde tak o relativně statného pěvce, jenž je navíc vybaven mohutným zobákem. Peří na svrchních partiích je matně olivově hnědé, zbarvení per na křídlech se pohybuje mezi hnědou a načernalou, s malou bílou skvrnou na základně ručních letek. Hlava je hnědá, hrdlo ale jasně bílé. Zbytek spodních partií bývá matně bělavý a probarvený hnědé či šedě. Duhovka je tmavě hnědá, zobák tmavě hnědošedý (jeho spodní polovina bývá světlejší), končetiny tmavě šedé. Není vyvinut výrazný pohlavní dimorfismus.

## Chování a ekologie
Jde o endemita centrální oblasti ostrova Portoriko, podle Mezinárodního svazu ochrany přírody žije v nadmořských výškách od 200 do asi 1 200 m. Jeho přirozeným biotopem jsou především vlhké podhorské a horské lesy, v nižších polohách obývá i palmové lesy, houštiny, ale i kávovníkové plantáže. Tangara portorická se živí všežravě, její jídelníček zahrnuje jak masitou složku, tak ovoce či semena. Vyjma různých bezobratlých, kteří tvoří klíčový díl potravy, loví i některé druhy menších obratlovců, jako jsou ještěrky nebo žáby, například hojné bezblanky Eleutherodactylus spp. Možná mohou zabíjet i mláďata jiných menších pěvců ostrova, jako je kolibřík portorický (Riccordia maugaeus), zelenáček vousatý (Vireo altiloquus) či zelenáček portorický (V. latimeri).
Tangary portorické představují poměrně hlučné ptáky, ačkoli vzhledem k tomu, že se většinou krmí v husté vegetaci, není snadné je spatřit ve volné přírodě a o jejich chování se ví poměrně málo. Mimo období hnízdění často žijí v mezidruhových hejnech, v nichž plní roli dominantního druhu. Jde o jednoho z ptáků, u něhož bylo popsáno komfortní chování známé jako mravenčení (anglicky anting).
Hnízda si tito ptáci budují na menších stromcích, jde o otevřené šálkovité stavby z pírek a stébel trav. Období rozmnožování připadá na měsíce mezi lednem a srpnem. Samice klade 2 až 3 krémově bílá vejce, jež zdobí výrazné skvrnění, další informace o hnízdění však zůstávají neznámé.

## Ohrožení
Mezinárodní svaz ochrany přírody (IUCN) ve svém vyhodnocení stavu ohrožení z roku 2022 pokládá tangaru portorickou za zranitelný druh, a to v návaznosti na dopad hurikánů Irma a Maria z roku 2017 na přírodu ostrova. Celková velikost populace nebyla kvantifikována, IUCN však předpokládá celkový klesající trend.